# Refill-Toner
Als Refill-Toner wird kompatibles Tonermaterial zum Wiederbefüllen verbrauchter Tonerkartuschen bezeichnet.
Nach wie vor ist die Verwendung von Refill-Toner ein umstrittenes Thema. Die Hersteller der Druckwerke propagieren die Qualität und Zuverlässigkeit der Originalware, während die Fremdhersteller günstigere Preise anbieten.
Im Folgenden sind die Pro- und Contra-Argumente zu Refill-Toner aufgelistet:

## Pro-Argumente
- Die Verwendung von Refill-Toner ist im Vergleich zum Neukauf von Tonerkartuschen aus Druckerhersteller-Hand bedeutend günstiger.
- Auch im direkten Vergleich zu anderen, kompatiblen Tonerlösungen ist Refill-Toner die günstigste Alternative, weil für die Herstellung keine Rebuilt- oder Nachbaukartusche aufgearbeitet bzw. hergestellt werden muss.
- Die Verwendung von Refill-Toner ist umweltschonend. Durch das Wiederauffüllen von Tonerkartuschen kann zur Verringerung des Sondermülls beigetragen werden, da Tonerkartuschen gesondert als Giftmüll entsorgt werden müssen.
- Die meisten Anbieter haben sich aufgrund jahrelanger Erfahrung bereits auf bauartspezifische Tonerkartuschen eingestellt (z. B. wie die Kartuschen zu befüllen sind).

## Contra-Argumente
- Der Tonerstaub (bei Trockentoner), der beim Refill-Prozess eingeatmet werden kann, hat unter Umständen negative Auswirkungen auf die Gesundheit.
- Refill-Toner kann sich negativ auf die Qualität der Ausdrucke auswirken, da z. B. etwaige Farb- oder Kontrasteinbußen nicht auszuschließen sind.
- Grob zermahlener Refill-Toner kann die Druckerwalze beschädigen. Dies kann mittelfristig zu Druckproblemen wie blasser werdenden Ausdrucken führen.
- Ein von der Originalware abweichender Schmelzpunkt kann dazu führen, dass zu viel geschmolzener Toner an der Heizwalze der Fixiereinheit hängen bleibt (Schmelzpunkt zu niedrig), oder dass der Toner nicht fest genug am Papier klebt und sich später ablöst (Schmelzpunkt zu hoch). Papierstaus in der Fixiereinheit oder eine Verschlechterung der Druckqualität kann die Folge sein.
- Durch falsche Toner-Partikelgröße hervorgerufene Toner-Verhärtungen auf der Entwicklerklinge führt zu blassen Streifen in Laufrichtung.
- Durch Refilltoner entstehende Folgeschäden werden von den Geräteherstellern im Regelfall nicht als Garantiefall anerkannt.

## Rechtlicher Standpunkt
Rechtlich gesehen ist das Nachfüllen von Toner legal. Ein Problem der Hersteller kompatibler Produkte ist die Berücksichtigung von Patenten, die auf den Originalprodukten liegen. Klagen der Druckerhersteller wegen Patentrechtsverletzungen wurden in der letzten Zeit allerdings stets mit der Begründung zurückgewiesen, dass Wettbewerb auf dem freien Markt nichts Verbotenes sei.
Die verbreitete Vorstellung, dass durch das Benutzen von Toner oder Tonerkartuschen von Drittanbietern die Garantie oder die Gewährleistung für den Drucker verloren gehe, ist zumindest nach deutschem Recht falsch. Weder die gesetzliche Gewährleistung noch die Herstellergarantie hängen von der verwendeten Kartusche ab. Nur wenn Händler beziehungsweise Druckeranbieter nachweisen können, dass ein Schaden tatsächlich durch Fremdtoner verursacht wurde, können sie eine Reparatur auf Gewährleistung beziehungsweise Garantie ablehnen. Im Rahmen der Gewährleistung muss der Verbraucher jedoch damit rechnen, dass der Händler hinsichtlich möglicher Folgeschäden auf die Beweislastumkehr verweist, sofern die ersten 6 Monate der Gewährleistungsdauer abgelaufen sind.